# Giennadij Sapunow
Giennadij Andriejewicz Sapunow (ros. Геннадий Андреевич Сапунов; ur. 5 grudnia 1938 w rejonie mujskim, zm. 30 sierpnia 2023 w Moskwie) – radziecki zapaśnik walczący w stylu klasycznym. Olimpijczyk z Meksyku 1968, gdzie zajął szóste miejsce w kategorii do 70 kg.
Mistrz świata w 1963 i 1965. Mistrz Europy w 1967.
Mistrz Związku Radzieckiego w 1968; trzeci w 1963 roku. Karierę zawodniczą zakończył w 1969. Od 1970 był trenerem, od 1979 do 1990 – starszym trenerem reprezentacji Związku Radzieckiego.